# Dendrobium procerum
Dendrobium procerum är en orkidéart som beskrevs av Rudolf Schlechter. Dendrobium procerum ingår i släktet Dendrobium, och familjen orkidéer. Inga underarter finns listade i Catalogue of Life.